# Витнау
Вѝтнау (на немски: Wittnau) е малък град в Северна Швейцария. Разположен е в окръг Лауфенбург на кантон Ааргау на около 20 km от границата с Германия. Първите сведения за града датират от 828 г. На около 25 km в югоизточна посока е главният административен център на кантона град Аарау. Население 1123 жители към 31 декември 2008 г.

## Събития, свързани с България
През 1975 г. българските акробатки Стефка Спасова и Калинка Лечева стават абсолютни шампионки в Турнира за Световната купа на двойка жени проведен във Витнау.